# Sant Martí de Casafabre

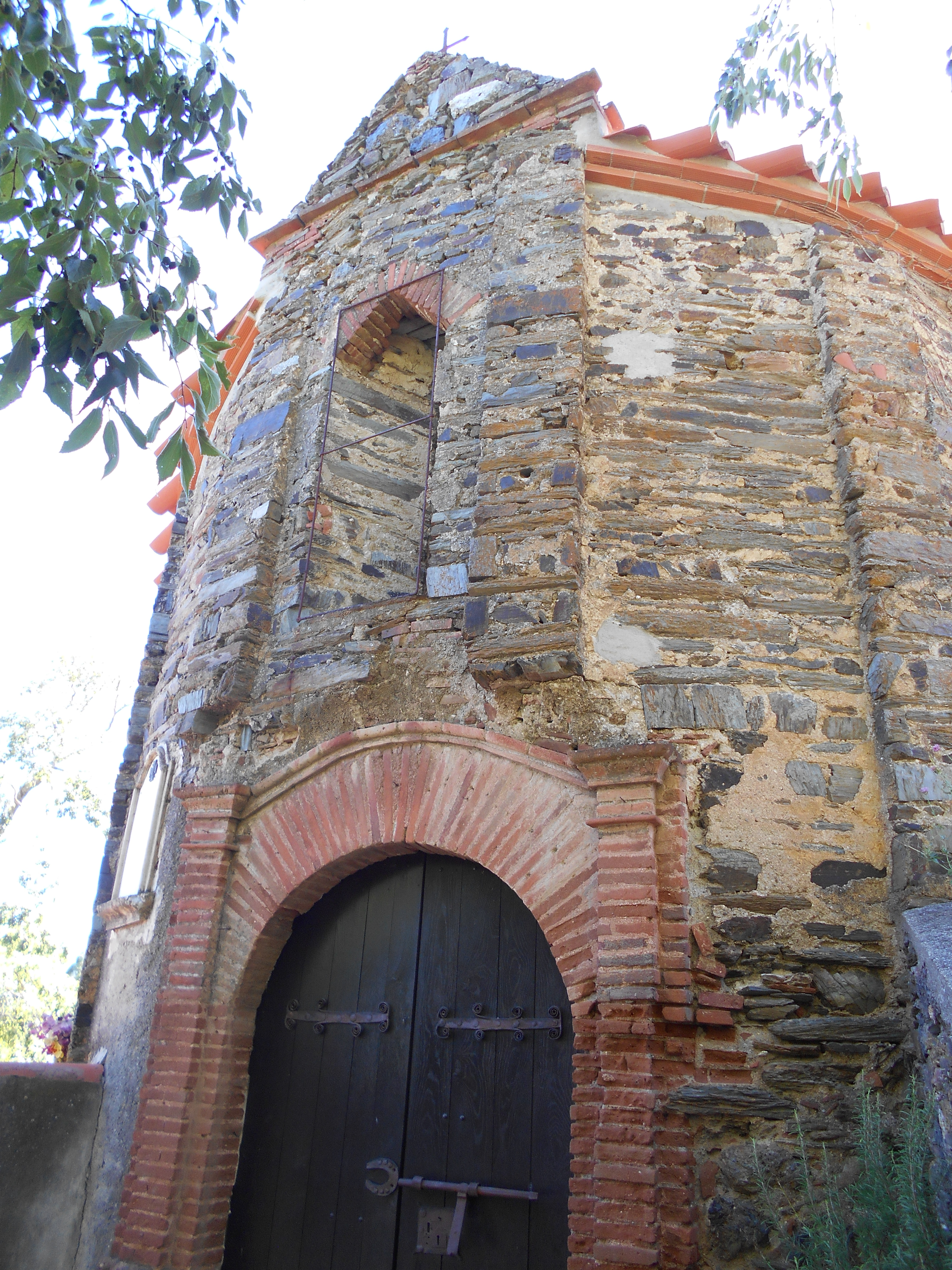
L'absis romànic, entrada actual

Sant Martí de Casafabre és l'església parroquial del poble de Casafabre, a la comarca del Rosselló, a la Catalunya Nord.
Està situada en el poble de Casafabre, entre els dos cementiris del poble, el vell (al sud) i el nou (al nord).

## Història
El 981 el rei Lotari confirmava la possessió de Casafabre al monestir de Sant Genís de Fontanes, el qual hi va establir una cel·la monàstica amb dues esglésies (cella S. Martini et S, Andreae in loco quem dicunt Catafabricae), la de Sant Martí de Casafabre i la de Sant Andreu de Ministrol, ara desapareguda. Entre 1159 i 1181, però, el papa Alexandre III donava aquesta jurisdicció a Sant Martí de Canigó.
El 1245 Jaume I concedia aquesta darrera abadia el dret de fortificar Casafabre, cosa que sembla que no es dugué a terme. El mateix any, tanmateix, Jausbert d'Illa prestava homenatge per unes rendes a Casafabre a Bernat Hug de Serrallonga, tutor dels seus nets Guillem de Canet i Pere de Domanova. L'alta i la baixa justícia de Casafabre depenien dels vescomtes de Castellbò, i el 1321, amb l'extinció d'aquest vescomtat, retornà al poder reial. El 1391 era el senyor de Corbera, Francesc de Sagarriga, qui adquiria Casafabre.

## Arquitectura

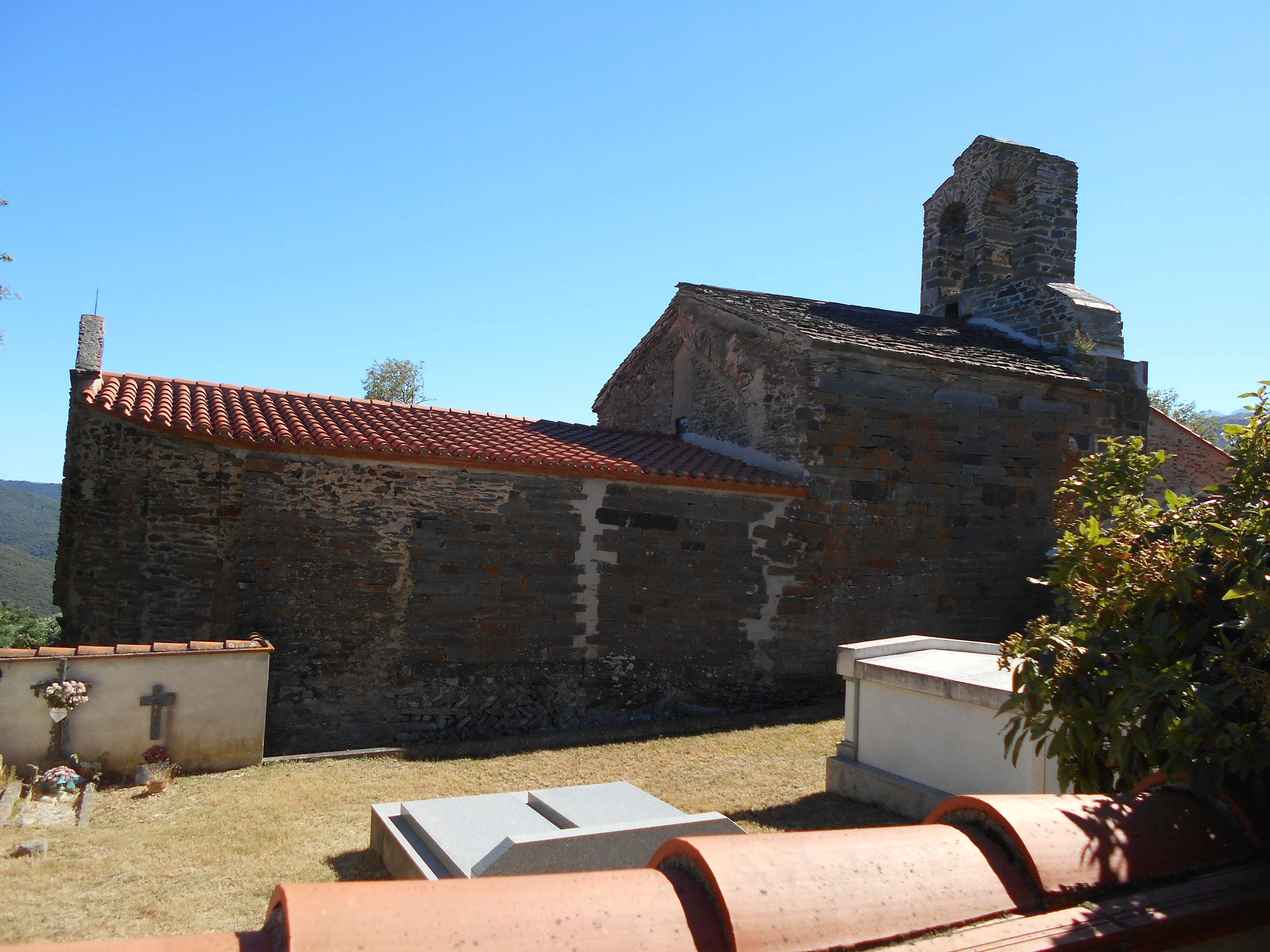
Façana septentrional de l'església

Primitivament, era un temple d'una sola nau capçada a llevant per un absis semicircular amb arcades llombardes. Ara bé, a començaments del segle xix s'obrí una portalada enmig de l'absis que va fer desaparèixer quasi del tot les arcades llombardes. L'església primitiva devia estar coberta amb fusta, però al segle xii s'hi construí la volta apuntada de la nau, alhora que es reconstruïa part de la nau amb pedres de talla com les de Serrabona. Al segle xiii hi fou afegida una segona nau, al costat de migdia i, per a comunicar les dues naus, es feren unes grans arcades. Molt possiblement en el terratrèmol del 1428 aquesta segona nau va resultar molt afectada.
Al mur nord hi ha un fragment de parament en opus spicatum que procedeix sens dubte de l'església esmentada el 981. A l'interior es conserva una pica baptismal romànica i una ara d'altar de la mateixa època.